# Friedrich August von Noer
Friedrich Christian Carl August, seit 1870: Graf von Noer (* 16. November 1830 in Schleswig; † 25. Dezember 1881 in Noer) war ein deutscher Orientalist und Prinz von Schleswig-Holstein-Sonderburg-Augustenburg.

## Leben und Wirken
Friedrich August von Noer war ein Sohn von Friedrich Emil August von Schleswig-Holstein-Sonderburg-Augustenburg und dessen erster Ehefrau Henriette Gräfin von Danneskiold-Samsøe (* 9. Mai 1806; † 10. September 1858). Er verbrachte Kindheit und Jugend auf Gut Noer und im Prinzenpalais von Schleswig. Er selbst sah sich als verweichlichten Träumer, was er auf den Einfluss seiner Mutter zurückführte. Er beschäftigte sich nie mit politischen und militärischen Vorgängen, in die sein Vater verwickelt war. Trotzdem schloss er sich zu Beginn der Schleswig-Holsteinischen Erhebung im März 1848 der Armee an. Im April 1849 eroberte er im Rang eines Second-Leutnants mit dem 2. Dragonerregiment die Stadt Kolding mit und erlebte die Belagerung Fredericias.
Im Herbst 1849 endete Noers Zeit beim Militär, was ihm wohl nicht ungelegen kam. Aufgrund einer Lungenerkrankung fuhr er auf dem Seeweg von London nach Adelaide und verbrachte ein halbes Jahr in Australien. Danach reiste er über Indien, Ägypten und die Türkei. In Konstantinopel machte er Bekanntschaft mit David Urquardt, der die politische und kulturelle Situation des Vorderen Orients sehr gut kannte. Urquardt hatte entscheidenden Einfluss auf von Noers Entscheidung, sich weiterzubilden, blieb mehrere Jahre mit ihm befreundet und wurde zu einem Mentor.
Im Herbst 1851 erreichte Noer wieder Europa. Ab Anfang 1852 lernte er am Trinity College, wo er sein während der Reise gewonnenes Wissen vertiefte und die fehlende Schulbildung aufholte. Seine Eltern zogen ebenfalls nach England. Im Juli 1853 reiste die Familie wieder aus. Noer beschäftigte sich daraufhin in Heidelberg mit Studien zur Historie und Ägyptologie. Im November 1853 ging er nach Paris, wo er die Studien fortführte und insbesondere die Bibliothèque nationale de France besuchte. Während dieser Zeit bearbeitete er die Aufzeichnungen seines Tagebuches, die er während der Zeit in Indien und im Vorderen Orient verfasst hatte. Die kulturhistorischen Notizen erschienen von 1858 bis 1860 unter dem Titel „Altes und Neues aus den Ländern des Ostens“.
Im Sommer 1856 lebte Noer zwischenzeitlich in London und ging im Mai 1860 erneut dorthin, um mit seinen Studien fortzufahren. Urquhart machte ihn mit dem Indologen Theodor Goldstücker, der ihn unterrichtete und sich zu seinem geistigen Vater entwickelte. Goldstücker brachte ihm das Sanskrit bei und bot ihm so die Möglichkeit, das alte Indien zu studieren Dieses Themengebiet hatte bereits vor der ersten Reise von Noers' besonderes Interesse gefunden.
Noer verbrachte vier Jahre in London und brach im September 1864 erneut nach Indien auf. Im Folgejahr musste er aufgrund des unerwarteten Todes seines Vaters in die Heimat zurückkehren. Hier ordnete er die Familienverhältnisse und übernahm das Gut Noer. Anschließend lebte er erneut in London und längere Zeit in Paris, wo seine Schwester Luise im Sterben lag. 1867 reiste er erneut nach Indien. Kurze Zeit später fasste er den Entschluss, eine Biografie über Akbar I. zu erstellen, die bis dahin noch nicht existierte. Dieses Ziel verfolgte er im Rahmen seiner indologischen Arbeiten bis Lebensende. Über die historische Bedeutung Akbars hinaus gefiel ihm persönlich die undogmatische und tolerante Weltanschauung des Fürsten.
Im Juli 1869 endete Noers Indienaufenthalt. Er lebte nun auf Gut Noer und durfte aufgrund eines Patentes des preußischen Königs einen Adelstitel führen und ohne Nachteile nicht standesgemäß heiraten. Danach beschäftigte er sich ausschließlich mit der Biografie Akbars. Im Jahr 1881 entfiel der Bann Dänemarks gegen das Haus Augustenburg. Von Noer reiste daraufhin umgehend zum König von Dänemark in Kopenhagen und galt dort als willkommener Gast.
In den Jahren 1880 und 1881 erschienen die ersten beiden Teilbände der Biografie mit dem Titel „Kaiser Akber“. Der zweite, abschließende Band erschien postum einige Jahre später durch Gustav von Buchwald. Von Noer hinterließ eine wichtige wissenschaftliche Bibliothek, die ungefähr 30.000 Werke umfasste. Die Bibliothek der Universität Kiel übernahm diese in den 1920er Jahren als Depositum. Die Bände verbrannten hier während des Zweiten Weltkriegs.
Die Universität Kiel ernannte von Noer 1878 aufgrund seiner wissenschaftlichen Tätigkeiten zum Ehrendoktor.

## Persönlichkeit
Von Noer galt als äußerst noble und sympathische Person. In nationalen Auseinandersetzungen um das Haus Augustenburg hielt er sich zurück und verfolgte ernsthaft einen wissenschaftlichen Werdegang, der für Personen seines Standes unüblich war. Ihm war stets bewusst, dass er stets als Dilettant arbeiten und nie den Rang eines Fachgelehrten erreichen würde. Die Auszeichnung durch die Universität Kiel dürfte daher eine große Freude für ihn gewesen sein.

## Familie
Von Noer heiratete am 17. Mai 1870 in Hamburg Carmelita (Carmen) Henriette Louise Mathilde Eisenblat (* 21. August 1848 in La Guayra; † 11. August 1912 in Noer), mit der er zwei Töchter hatte. Ihr Vater Heinrich Anton Eisenblat (1808–spätestens 1870) arbeitete als Kaufmann und war verheiratet mit Mathilde Dorothea Johanna, geborene Altmann, die spätestens 1854 starb.

## Werke
Unter dem Pseudonym Onomander verfasste er zwei Reisewerke unter dem Reihentitel Altes und Neues aus den Ländern des Ostens:
- Indien. Hamburg: Perthes-Besser, 1859. (Google Books)
- Aegypten und Kleinasien. Hamburg: Perthes-Besser, 1859. (Google Books)

Unter dem eigenen Namen erschienen:
- Kaiser Akbar. Ein Versuch über die Geschichte Indiens im sechzehnten Jahrhundert. 2 Bde. (Bd. 2 postum herausgegeben von Gustav von Buchwald). Leiden: Brill 1880 und 1885. Bd.1, Bd.2